# Hasan Bechara
Hasan Bechara (Beirut, Líbano, 17 de marzo de 1945) es un deportista libanés retirado especialista en lucha grecorromana donde llegó a ser medallista de bronce olímpico en Moscú 1980.

## Carrera deportiva
En los Juegos Olímpicos de 1980 celebrados en Moscú ganó la medalla de bronce en lucha grecorromana de pesos de más de 100 kg, tras el luchador soviético Oleksandr Kolchynskyy (oro) y el búlgaro Aleksandar Tomov (plata).